# Куропаткина, Людмила
Людми́ла Куропа́ткина (род. 1966) — российская легкоатлетка, специалистка по стипльчезу. Выступала за сборную России по лёгкой атлетике в первой половине 1990-х годов, обладательница бронзовой медали Игр доброй воли в Санкт-Петербурге, победительница и призёрка первенств всероссийского значения. Представляла Ярославскую область.

## Биография
Людмила Куропаткина родилась в 1966 году. Занималась лёгкой атлетикой в Ярославле, выступала за физкультурно-спортивное общество профсоюзов.
Первого серьёзного успеха добилась в сезоне 1992 года, когда на единственном в своём роде чемпионате СНГ по лёгкой атлетике в Москве с личным рекордом 6:24.71 выиграла бронзовую медаль в зачёте бега на 2000 метров с препятствиями.
В 1993 году в 2000-метровом стипльчезе завоевала серебряные награды на зимнем и летнем чемпионатах России в Москве.
В 1994 году в беге с препятствиями на 2000 метров одержала победу на зимнем чемпионате России в Липецке, стала бронзовой призёркой на летнем чемпионате России в Санкт-Петербурге. Благодаря череде успешных выступлений удостоилась права защищать честь страны на Играх доброй воли в Санкт-Петербурге — в той же дисциплине с результатом 6:26.76 взяла бронзу, уступив лишь своим соотечественницам Марине Плужниковой и Светлане Поспеловой.
В 1995 году в стипльчезе на 2000 метров превзошла всех соперниц на зимнем чемпионате России в Волгограде, получила серебро на летнем чемпионате России в Москве.